# 에밀 야닝스
에밀 야닝스(독일어: Emil Jannings, 본명은 테오도어 프리드리히 에밀 야넹츠(독일어: Theodor Friedrich Emil Janenz), 1884년 7월 23일 ~ 1950년 1월 2일)는 독일의 배우이다. 제1회 아카데미상에서 남우주연상을 수상하였다.

## 출연 작품
- 푸른 천사 (1930)
- 배신 (1929)
- 패트리어트 (1928)
- 최후의 명령 (1928)
- 육체의 길 (1927)
- 파우스트 (1926)
- 타르튀프 (1926)
- 쓰리 왁스 맨 (1924)
- 마지막 웃음 (1924)
- 쿼바디스 (1924)
- 더 러브스 오브 파라오 (1922)
- 오델로 (1922)
- 안나 불린 (1920)
- 미이라 마의 눈 (1918)